# Полоцька школа зодчества
Полоцька шко́ла зодчества почала формуватися під впливом візантійсько-київських традицій. Але вже в першій половині XII ст. цей напрямок будівництва почав розвиватися окремим, відмінним від київського, шляхом.

## Характеристика
Розвиток Полоцької школи зодчества не був однозначним. На ранньому етапі існувала тенденція наслідування Київських зразків, як, наприклад, у Великому соборі Бельчицького Борисоглібського монастиря, який багато в чому нагадував церкву Спаса на Берестові під Києвом. Тільки в середині XII ст. сформувалася традиція, яка найбільш яскраво втілилася у творчості майстра Іоана. Він перший серед давньоруських майстрів рішуче відходить від канонів візантійсько-київського зодчества і створює свій особливий тип храму вежоподібної композиції в полоцькій Спасо-Єфросинівській церкві і бельчицькій Борисоглібській церкві, орієнтуючись в цьому на знаменитий прототип — Софію.
З одного боку в полоцькому зодчестві зберігаються архітектурні форми, від яких вже на початку XII ст. відмовилися в Києві (використання кладки «з прихованим рядом», кам'яних блоків, плоских лопаток, обхідних галерей), а з іншого — рішучий перегляд хрестово-купольної системи храму. Будівельники, не відмовляючись від її конструктивної основи, за рахунок перерозподілу мас акцентують увагу на вежоподібності силуету церкви. Зрозумілість архітектурної композиції, симетрична впорядкованість форм, які об'єднують простір, підкреслюють панування вертикальної домінанти. Але найяскравішим прикладом нововведень полоцьких зодчих є перенесення підкупольного простору із східної частини храму і розташування його над західними парами стовпів. У поєднанні з позакомарним перекритям, використанням кокошників, вертикалей плоских лопаток такий будівельний прийом надавав храмам вежоподібний вигляд, створював виразний силует зовнішніх об'ємів. Набувають поширення безстовпні церкви з однією апсидою і бабинцем на заході, тринавові чотирьох- або шестистовпні храми, в яких своїми розмірами переважає головна нава, а дві бічні робляться вужчими, ніж вона. В цьому випадку ззовні виділялися три апсиди або тільки одна, та, що завершувала головну наву. Тоді апсиди в кінцях бічних нав мали вигляд ніш і містилися в товщі східної стіни.

## Полоцьк
На сьогодні відомо про 13 пам'яток мурованого зодчества XII ст. в Полоцьку, серед яких є одна громадянська споруда — князівський терем, невеликий, квадратний в плані мурований будинок. Збереглися тільки дві стародавні пам'ятки — Софійський собор і Спаська церква Єфросиніївського монастиря.

### Софіївський собор
Першим кам'яним храмом в Полоцьку був Софіївський собор, що побудований на території дитинця за часів князювання Всеслава Брячиславича. Щодо дати його будівицтва існує декілька версій: перша — з 1044 по 1066 роки, друга — з 1050 по 1055 роки, та третя, за припущенням радянського археолога Л. В. Алєксєєва — з 1060 по 1066 роки. Собори Софії побудовані на честь «Божої мудрості», і таке ім'я, окрім полоцього храму в християн східного обряду мали лише святині Константинополя, Салоніків, Охриду, Києва та Новгорода. Таким чином, Полоцьк був нарівні з найбільшими центрами тогочасної Східної Європи.
Дослідники вважають, що для будівництва Софії було залучено візантійських архітекторів, оскільки саме артіль візантійських митців зводила київську Десятинну церкву (1-ша артіль), чернігівський Спасо-преображенський собор (2-га артіль), а також Софіївські собори в Києві та Новгороді (3-тя артіль). Проте, вважається, що Софіївський собор в Полоцьку побудувала інша, 4-та артіль, про що свідчать відмінності в побудові полоцької Софії та аналогічних храмів Києва і Новгорода.
Першопочатково полоцька Софія мала вигляд пятинефної триапсидної крижово-купольної церкви, шириною 26,4 м та довжиною 31,5 м з врахуванням апсидів. Для порівняння розміри київської Софії відповідно 39,2 м на 34,25 м, а новгородської 39,35 м на 35,5 м. 3. Стіни храму цегляні, виконані візантійською кладкою «зі схованими рядами». Собор був п'ятикупольним (за літописими джерелами кінця XVI століття їх було сім — два додаткові могли знаходитися в західній частині храму). Головний купол розміщувався в центрі будівлі та через барабан і попружні арки спирався на чотири масивні слупи. Завдяки утвореному простору церква повністю відповідала крижово-купольному типу будівництва, особливості якого сформувалися у Візантії і були запозичені східними слов'янами разом з іншими християнськими формами будівництва.

### Князівський храм
Неподалік Софіївського собору на території князівського двору виявлено фундамент ще одного храму. Кам'яна шестизрубна будівля розмірами 24 м на 16 м має три нефи, головний з яких має апсиду, а бокові — ніші в товщині східної стіни. Підкупольний простір, як і інших полоцьких храмах, йморівно, також був зміщений в західну частину, а до основної будівлі з трьох боків були прибудови, що на півдні та півночі закінчувалися апсидами. Для надання церкві вежоподібного вигляду використані напівкругле закінчення перекриття та кокошники, монументальні складані вертикальні виступи, що надавали портального вигляду гловному входу на західному фасаді.

### Церква на рові
Під час археологічних розкопок 1962 та 1967 року М. К. Каргер, а потім у 1976 та 1977 роках П. А. Раппопорт по інший бік рову дитинця знайшли залишки храмової споруди та дали їм умовну назву «Церкви на рові». Рештки пам'ятки буви виявлені при будівництві школи № 8 — це рови для фундаменту та частину частина фундаменту апсиди, Довжина апсиди близько 7,5 м, ширина 7,1 м, ширина середньо нефу 4,45 м. На пологому боці залишків будівлі були знайдені великі «князівські» знаки та шиферний саркофаг, що свідчить про поховання тут когось з нащадків Всеслава Брячиславича. Рапапорт, проаналізувавши знахідки, відніс пам'ятку до другої половини ХІІ століття.

### Монастирі
Важлива роль у конфесійному, громадсько-політичному житті, а також в обороні Полоцького князівства відводилась Бельчицькому Борисоглібському та Спасо-Преображенському монастирям, що виникли неподалік міста наприкінці XI—XII століть та являли собою комплекс храмових, житлових та господарчих споруд. Роботи з будівництва, ймовірно, проводилися місцевими майстрами, оскільки викоистані архітектурні рішення відрізняються від тих, що були у київському та новгородському князівствах.8

#### Бєльчицький монастир
Після закінчення будівництва Софіївського собору в середині XI ст. полоцьке мономунтальне будівництво з'являється на межі XI—XII століть зі зведенням Великого храму Бєльчицького монастиря. За іншими джереламице більш пізні роки, а саме 20-ті або 30-ті роки XII ст.
Бєльчицький Борисоглібський монастир був заснований як резиденція полоцьких князів на лівому березі Західної Двіни, де в її русло впадає річка Бяльчанка. Протягом ХІІ століття тут було збудовано декілька храмів, але найбільше відомостей лише про чотири: Великий собор, П'ятницьку та Борисоглібську церкви та триконховий храм (у формі трилистника).

##### Великий собор
Побудований в 1120-1130-х роках і вирізнявся від інших церков своїми розмірами: довжина 22,5 м, ширина 16,5 м. Найімовірніше, це був головний храм монастиря. В XVI столітті він вже був зруйнований, а на початку ХХ століття, коли почалося вивчення Бєльчицькому монастирського комплексу, були тільки підмурки собору, що значився в літературних джерела. Таким чином, реконструкція до першопочаткового вигляду Великого собору є приблизною. Проте, співставляючи знайдені матеріали — розміри і конструкція фундаменту, залишки кладки, елементи оздоблення — дозволяють зробити висновок, що це шестизрубна, тринефна церква на три апсиди. З південного, північного та західного фасадів собору приєднані квадратні в основі прибудови, що надавали храму крижової форми.
Стіни Великого собору також викладені візантійською вкладкою «зі схованими рядами» з вставками великих оброблених каменів. Але, на відміну від полоцького Софіївського собору, Бєльчанський храм прикрашали ззовні та всередині плоскі вертикальні виступи без бази та кпітелі. Їх розміри та розташування відповідали внутрішньому розділенню конструкції церкви шістьма крижовими зрубами. Новим в будівлі було і розміщення купола. Він спирався не на східну, а на західну пару зрубів, а отже був дещо зсунутий від центру до виходу. Наявність у Бєльчанському соборі прибудов, що були нижче за основний об'єм та зсунутий на захід купол надали його зовнішньому вигляду пропорційної витягнутості вверх. Ця особливість в подальшому стане характерною рисою більшості храмів Полоцького князівства. Великий собор в Бєльчицькому монастирі був оздоблений фресковими розписами, а підлога у вівтарі-викладена узорами з поливаних керамічних плиток.

##### П'ятницька церква
Цей монастирський храм побудований у ХІІ столітті і приписують будівництво полоцькому зодчому Іоану. Зруйновано будівлю після 1920 року. Це була беззрубна однонефна церква невеликих розмірів в 5,1 -5,8 м в плані, що мала одну прямокутну апсиду, прибудову в західній частині, а також склеп, що розташовувався над всіма приміщеннями, окрім вівтарної частини, і ймовірно, був усипальницею князя Бориса Всеславовича. Про характер перекриття і дах церкви існує декілька версій. Згідно першої, відповідно до планування і відсутності апсид храм мав коробове склепіння і був безкупольним, а відповідно до другої — купол опирався на барабан. Система кладки стін з червоної плінфи на руожевому цементному розчині базувалася на чергуванні виступаючих та не виступаючих рядів, що було традиційним для будівель Полоцького князівства. Незважаючи а невеликі розміри храм мав монументальний вигляд, що надавали нижче розташовані за основний об'єм апсида і прибудова, вертикальні оздоблювальні виступи та вікна, розташовані в два яруси.

##### Борисоглібська церква
Третьою за величиною будівлею монастиря була Борисоглібська церква, збудована в середині ХІІ століття, як і П'ятницька церква, місцевим майстром Іоаном. Таке припущення базується на тому, що у вказаних храмах використано ряд прийомів, які потім досить добре використані при зведенні Спасо-преображенського собору, автором якого, згідно літописних джерел він був. Церква була однокупольною, з трьома напівкруглими апсидами, а внутрішня частина розділена шістьма зрубами в два ряди на три нефи, де центральний неф був значно більшим за бокові. В західній частині храму зруби з'єднувалися простінками з південною та північною стінами, утворюючи об'єм прибудови з коробовим склепінням. Зазвичай тут знаходився хор. На бокових фасадах були плоскі пілястри, між якими у два ряди розташовувалися вікна — більшу у висоту зверху, а менші-знизу. Стіни церкви зроблені з плінфи на вапняному розчині кладкою в техніці «зі схованими рядами» — традиційний спосіб мурування полоцьких будинків. Але, на відміну від інших церков, мальовничого вигляду будівлі надавали розфарбовані у червону фарбу ряди цегли, а також спеціально оброблені світлі смуги кладки, яка за рахунок використання спеціальних штампів імітувала пісковик.

##### Триконховий храм
Четверта з відомих церков Бєльчицького монастиря віднайдена наприкінці XVIII століття, коли при проведенні земляних робіт було знайдено її фундамент. Ймовірна дата будівництва — середина ХІІ століття. Інформації про будівлю збереглося дуже ало, оскільки вона була зруйнованого задовго до того, як її знайшли, про що свідчить складена в той час невідомими авторами записка та план. Згідно цих даних можна зробити вичновок, що храм був чотиризрубний, мав одну апсиду в східній частині та ще по одній з північного і південного боків, три входи та крипту. Отже, храм мав як зсередини, так і ззовні крижоподібну форму. Даний тип будівель не характерний тогочасних білоруських земель і є більш поширеним в Болгарії, Сербії, Греції (Афонський монастир), тому це можна розглядати, як архітектурне запозичення та приклад культурних та конфесійних зв'язків Полоцького князівства зіншими православними країнами Європи.

### Спасо-Преображенський монастир
За 2,5 км від дитинця другим за величиною комплексом Полоцька був зведений також у ХІІ столітті Єфросиніївський Спасо-Преображенський монастир. На його території розташувалося два храми — Спасо-Преображенський собор, що будувався протягом 1152—1161 років та церква-поховальня, назва якої не відома, а відомості про її будівництво базуються тільки на археологічних розкопках.

#### Спасо-Преображенський собор
Всесвітньо відомий Спасо-Преображенський собор — храм нового типу на східнослов'янських територіях, що залишився в практично не пошкодженому стані. Церква має невеликі розмірита є тринефним шестизрубним одгоголовим храмом. Довжина бокових стін 9,8 м та 14,4 м. Головний неф завершує напівкругла апсида, а менші нефи — дві напівкруглі ніші, що сховані в товщу східної стіни. На хори, що займали простір не тільки над прибудовами, але й над західними кутовими частинами будівлі, є двоє сходів, що проходять в західній стіні. По обидва боки від хору зведені дві невеличкі церкви, які, як вважається, були молільнями засновниць храму сестер Єфросинії та Євдокії.
Як і в будівлі Борисоглібського монастиря, підкупольний простір собору зсунутий від центру до західної частини, стіни викладені з плінфи візантійською кладкою. Проведені в другій половині ХХ століття дослідження храму дають можливість стверджувати, що він мав двосхильний дах, який з'явився при його перебудові у ХІХ столітті. Архітекторами для оздоблення були використані кілеподібні кокошники, що забезпечували поступовий перехід відпостамента-основи до барабана і купола. Таке конструкційне і композиційне рішення надавало будівлі вежоподібної форми.

#### Храм-поховальня полоцьких єпископів
Під час розкопок на території Спасо-преображенського монастиря були виявлені залишки храму-поховальні. Церква була крижово-купольної форми, шестизрубна, тринефна, одноапсидна з хорами в західній частині. Найімовірніше був зведений на початку- першій половині ХІІ століття. З південної, північної та західної сторін храм оточувала широка галерея, об'єми якої мали вигляд прибудов. Під підлогою знайдені старовинні поховання в цегляних склепах, можливо, полоцьких єпископів. Стіни будинку були викладені з плінфи за технікою «зі схованими рядами», для оздоблення широко використовувалися розписи, а в покритті підлоги- декоративна керамічна плитка і мозаїка.
Богородицький монастир
Є підстави стверджувати, що на правому березі річки Палати, між городищем і Спаським монастирем розташовувався монастир Богородиці, заснований Єфросинією, ігуменею полоцькою, де також знаходилася кам'яна церква. Приблизно у цьому місці минулого століття був виявлений стародавній фундамент і, базуючись на Лебедівському літописі, ототожнюють пам'ятку з церквою Юрія.

### Богородичний монастир
Є підстави вважати, що на правому березі річки Полоти між городищем і Спаським монастирем існував монастир Богородиці, заснований Єфросинією, в якому також знаходилася кам'яна церква. Приблизно в цьому місці, «на Ксаверієвці», в минулому столітті були виявлені стародавні мури. Л. Алексєєв, ґрунтуючись на інформації Лебедівського літопису, ототожнює пам'ятку з церквою Юрія.

## Вітебськ
Іншим шляхом, ніж у Полоцьку, почало розвиватися в середині XII ст. монументальне будівництво у Вітебську. У єдиній відомій пам'ятці цього часу — Благовіщенській церкві — використана система кладки з чергуванням рядів плінфи та кам'яних блоків. Така техніка будівництва зустрічалася в Болгарії і Греції, звідки, мабуть, і були запрошені майстри у Вітебськ. У той же час пам'ятка має риси полоцької архітектури: це і сильно витягнута форма плану, наявність однієї масивної апсиди. Сходи на хори містилися в товщі західного муру. Рівень первинної підлоги на метр вище тодішньої поверхні землі, а це означає, що будівля мала високий цоколь, що є рідкісним випадком у практиці східнослов'янської архітектури. На жаль, руйнування пам'ятки в 1961 р. ускладнило її подальше дослідження.

Благовіщенська церква у Вітебську
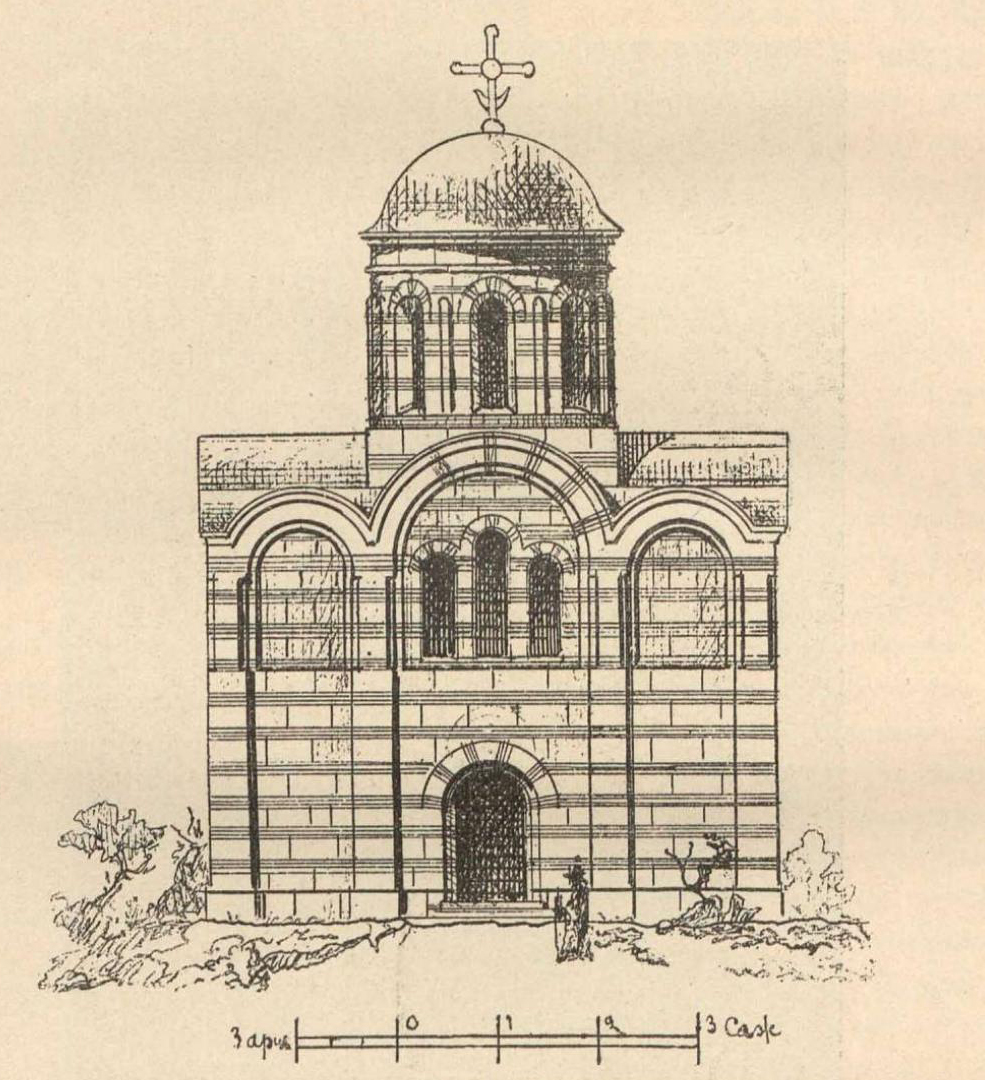
Гіпотетична реконструкція зовнішнього вигляду храму у ХІІ ст., зроблена в кін. ХІХ ст.
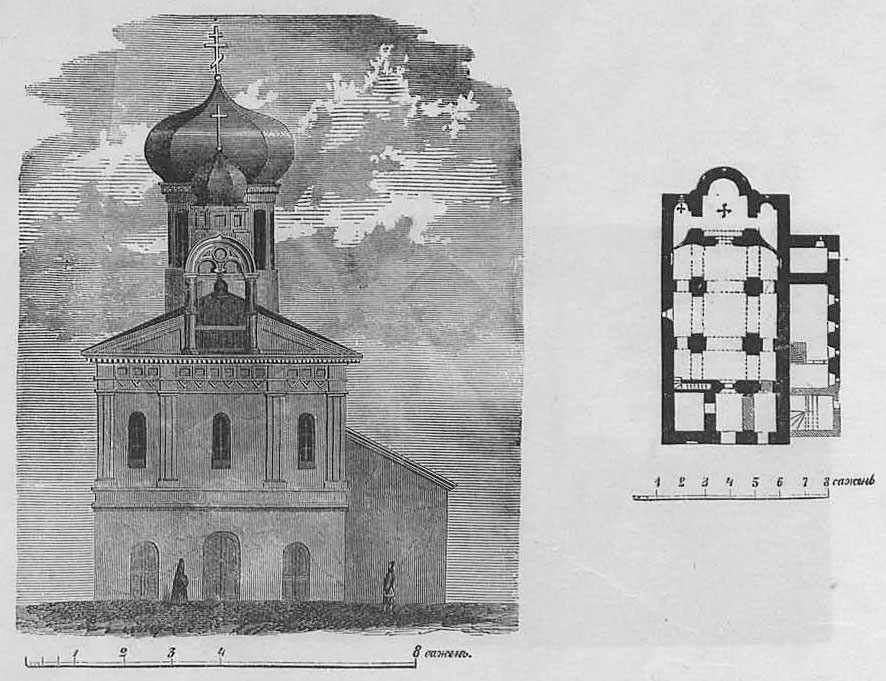
1891 р. Фасад церкви після муравйовської перебудови др. пол. ХІХ ст. План храму.
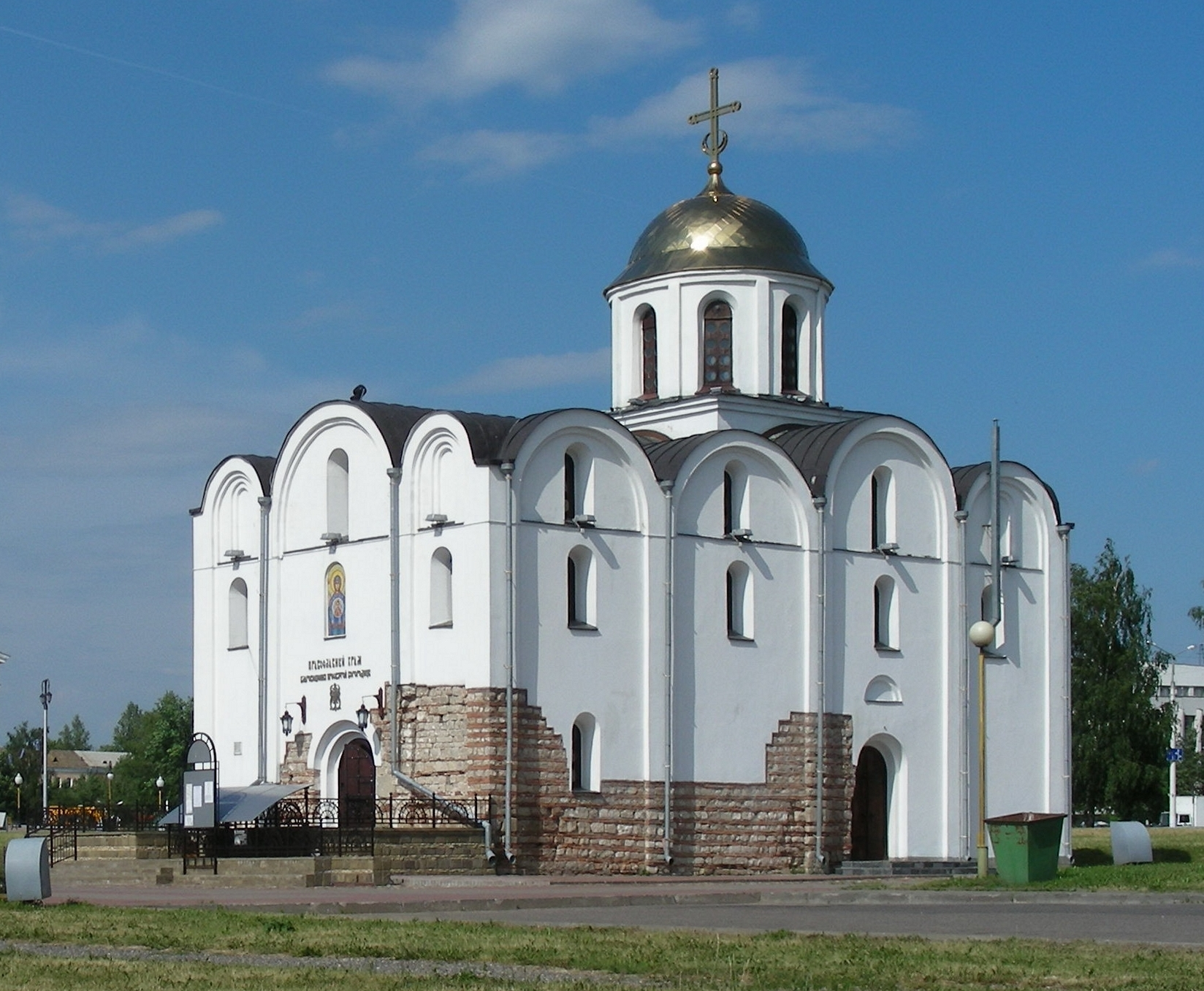
2007 р. Відновлений у 1992-1999 рр. гіпотетичний вигляд церкви ХІІ ст. з використанням збережених мурів.

## Мінськ
Ha рубежі ХІ і XII ст. в незвичній для Полоцьку техніці розпочато будівництво Мінської замкової церкви, якої з якихось причин так і не було закінчено. Храм будувався з каменю, на бутових фундаментах, з обмуруванням стін плитками з тесаного вапняку. Добре збережені фундаменти дають можливість реконструювати план побудови. Судячи з характеру плану, можна уявити, що зодчі хотіли звести компактний центричний храм вежеподібної композиції, де чітко проявилися полоцькі традиції. Необхідно відзначити, що його своєрідними рисами були незвичайна конструкція фундаментів, яка включала дерев'яні субструкції, облицювання внутрішніх стін обробленими квадратами доломіту. Мінська церква не має аналогів серед пам'яток на теренах східнослов'янських земель, але має риси романської архітектури. На думку Е. Загорульського, в її спорудженні брали участь польські майстри.

Замкова церква у Мінську
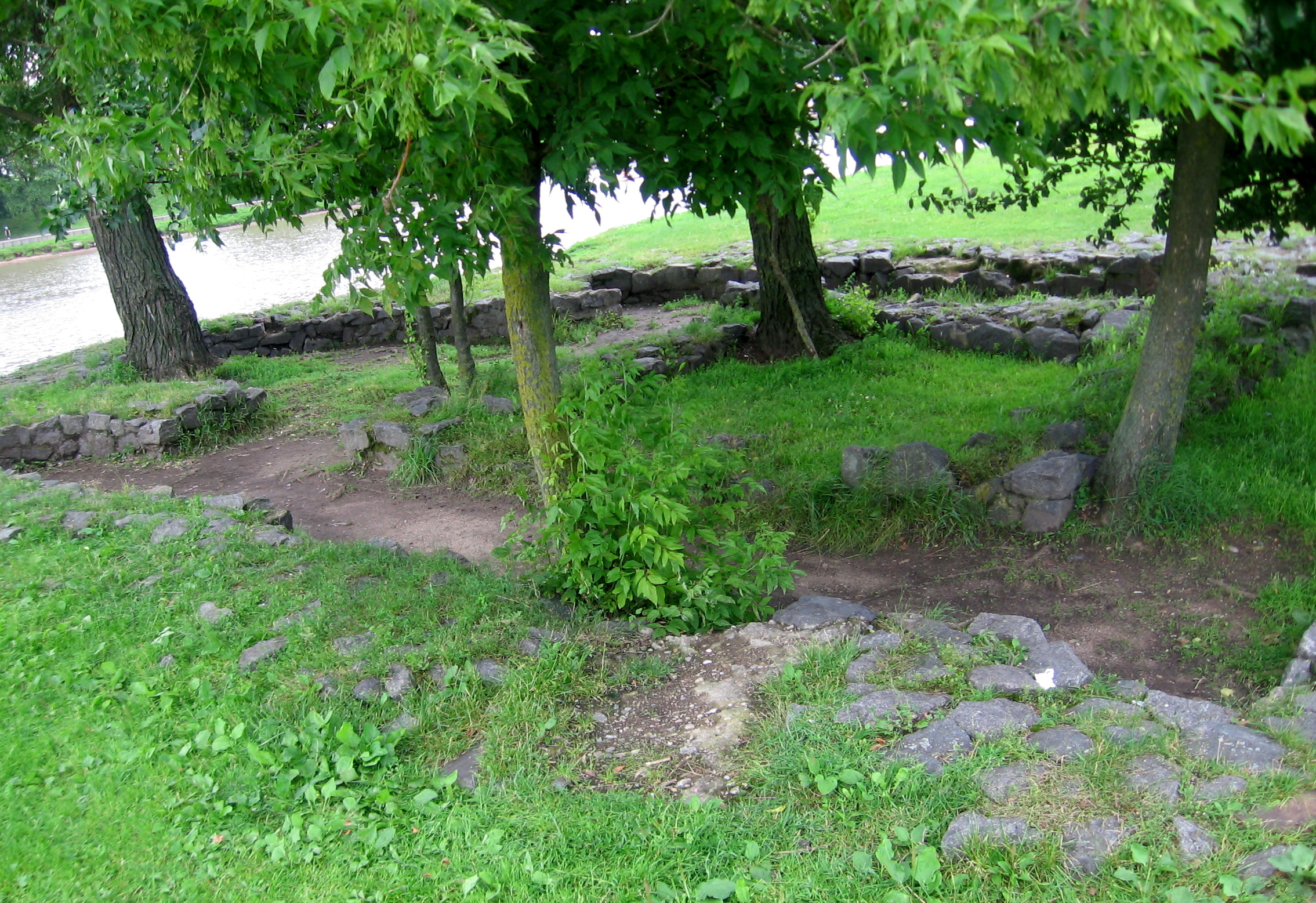
Імітація (трасування) фундаменту храму. 2010 р.
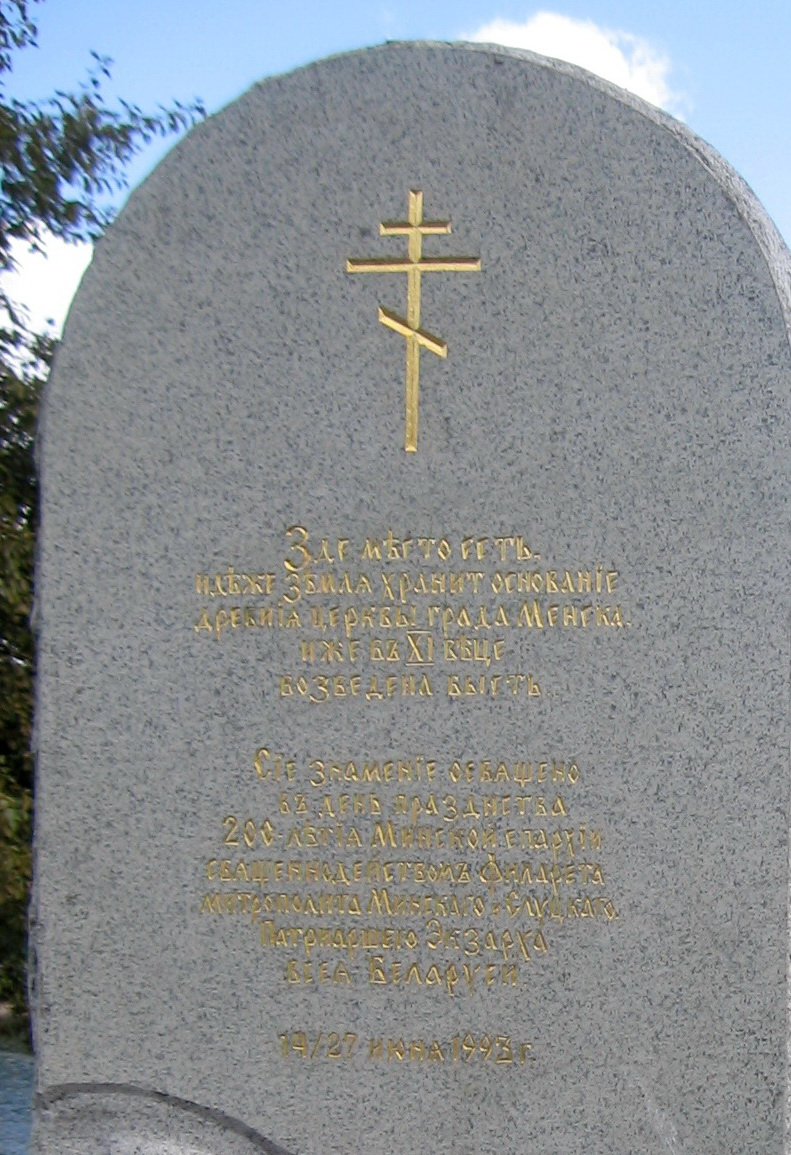
Пам'ятний знак на місці церкви. 2010 р.

## Поза межами Полоцького князівства
Полоцькі майстри будували також і далеко за межами свого князівства: в Смоленську, Новгороді. Наприкінці XII ст. на основі форм полоцького зодчества розвивається Смоленська школа зодчества, яка поширює свій вплив на Новгород, Псков, Володимиро-Суздальські землі, ймовірно, на Чернігів. На початку XIII ст. багато давньоруських земель приймають ту нову схему хрестово-купольного храму, яка вперше була розроблена полоцьким зодчим Іоаном. Оригінальне поєднання полоцьких і вітебських традицій відбулося при будівництві Новогрудської Борисоглібської церкви: вітебські майстри звели храм, полоцькі прибудували до нього зовнішню галерею.

## Використані джерела
1. Архітэктура Беларусі: нарысы эвалюцыі ва ўсходнеславянскім і еўрапейскім кантэксце. У 4 т. Т.1. IX—XIV стст./А. І. Лакотка [і інш.] Навук. рэд. А. І. Лакотка — Мн.: Бел.навука, 2005. — с.392.
2. Лазука Б. А. Гісторыя беларускага мастацтва. У 2 т. Т.1. Першабытны лад — XVII ст./ Б. А. Лазука. — Мн.: Беларусь, 2007. — с.252.
3. Гісторыя беларускага мастацтва: У 6 т. Т.1: Ад старажытных часоў да другой паловы XVI ст./ Рэд.кал.: С. В. Марцэлеў (гал.рэд.) і інш. — Мн.: Навука і тэхніка, 1987 — с. 304.
4. Мураваная царкоўная архітэктура/Беларусы: У 8 т. Т.2.Дойлідства/ А. І. Лакотка; Інст-т мастацтвазнаўства, этнаграфіі і фальклору; Рэдкал.: В. К. Бандарчык, М. Ф. Піліпенка, А. І. Лакотка: Мн.: Тэхналогія, 1997 — с.391.
5. Кулагін А. М. Праваслаўныя храмы на Беларусі: Энцыкл. даведнік/ Маст. І. І. Бокі — Мн.: БелЭн, 2001. — с.328.
6. Архітэктура Беларусі: Энцыкл.даведнік/ Бел. Энцыкл.; Рэдкал.: А. А. Воінаў і інш. — Мн.: БелЭн, 1993 — с.620